# Манхаттан-Бич (Калифорния)
Манхаттан-Бич (англ. Manhattan Beach) — город в округе Лос-Анджелес в штате Калифорния в Соединённых Штатах Америки.
Согласно данным переписи населения США 2020 года число жителей города 
составляло 35 506 человек, что чуть больше (+ 1.1%), чем было во время предыдущей переписи проводившейся в 2010 году (35 135 человек).

## История
В доколумбову эпоху этом районе жили коренные американцы из народа тонгва. Археологические работы в близлежащих раскопках Човинья показывают, что индейцы здесь жили люди ещё 7100 лет назад. Деревня тонгва Онгованга находилась недалеко от соседнего Редондо-Бич.
В середине XVIII века члены экспедиции Портолы стали первыми европейцами добравшимися до этих мест.
В 1888 году, компания Santa Fe Railroad построила первые грузовые и пассажирские железнодорожные пути в этом районе. Пути проходили через современный Манхаттан-Бич и охватывали весь путь до Редондо-Бич с подстанцией, построенной в более поздние годы на Сентр-стрит, которая сегодня является бульваром Манхаттан-Бич.
26 ноября 1912 года Манхаттан-Бич официально получил статус города и был включен в реестр штата.
В 1933 году, в результате землетрясения в Лонг-Бич городу  был причинён значительный ущерб. В 2010 году произошло новое землетрясение к юго-западу от Манхаттан-Бич, но урон был намного меньший.
С 1983 по 2003 год здесь проводился Женский теннисный чемпионат Лос-Анджелеса.
В 1990-х город оказался в центре внимания из-за Дела семьи МакМартин о сексуальном насилии в дошкольном учреждении в Манхаттан-Бич, которое легло в основу телевизионного фильма «Обвинительный акт: Суд над Макмартинами», премьера состоялась 20 мая 1995 года на канале HBO.

## География
Город Манхаттан-Бич расположен на побережье Тихого океана к югу от Эль-Сегундо, к западу от Хоторна и Редондо-Бич и к северу от Хермоса-Бич.
Вместе с Эрмоса-Бич и Редондо-Бич город образует пляжное трио в районе Южного залива округа Лос-Анджелес. Сообщество известно длинным пляжем протяженностью около 2,1 мили (3,4 км) и шириной около 450 футов (140 метров). Манхаттан-Бич выигрывает от океанских бризов, которые обеспечивают чистый воздух и летнюю температуру, которая на 10–20 °F (5,6–11,1 °C) ниже, чем во внутренних районах Южной Калифорнии.
Общая площадь города составляет 3,9 квадратных мили (10 км2), преимущественно прибрежных.

## Климат
Климат умеренный из-за близости Манхаттан-Бич к Тихому океану, со средней круглогодичной высокой температурой 69,1 °F (20,6 °C) и средней круглогодичной низкой температурой 56,4 °F (13,6 °C).